# Division 2 1967-1968
La Division 2 1967-1968 è stata la ventinovesima edizione della Division 2, la seconda serie del campionato francese di calcio. Composta da 19 squadre è stata vinta dal Bastia.
IL capocannoniere è stato Jacques Bonnet dell'Avignon con 26 gol.

## Avvenimenti[2]
Il torneo, iniziato il 19 agosto 1967, vide la vittoria finale del Bastia, che si assicurò la prima posizione con due giornate di anticipo nonché la promozione diretta, divenendo quindi la seconda squadra còrsa a esordire nel campionato di massima divisione. Per quanto riguarda la seconda posizione, valida per la promozione diretta, ebbe la meglio il Nîmes, che sopravanzò all'ultima giornata lo Stade de Reims, costringendolo a disputare i playoff interdivisionali, dai quali uscì sconfitto.
Il lotto delle squadre retrocesse fu ridotto ad una posizione perché l'anno successivo il campionato sarebbe stato allargato a ventuno partecipanti: la retrocessione riguardò lo Stade Français, che si ritirò dal campionato durante la stagione, avendo perso lo statuto di squadra professionale.

### Capoliste solitarie[2]
- 2ª giornata:  Bastia
- 5ª-11ª giornata:  Tolone
- 12ª-13ª giornata:  Bastia
- 15ª-38ª giornata:  Bastia

## Squadre partecipanti
- Angoulême
- Bastia
- Bataillon Joinville[3]
- Besançon
- Béziers
- Boulogne
- Cannes
- Chaumont
- Dunkerque
- Grenoble

- Limoges
- Lorient[3]
- Montpellier
- Nancy[3]
- Nîmes[4]
- Olympique Avignone
- Stade Français[4]
- Stade Reims[4]
- Tolone

## Classifica finale
|  |     | Classifica finale 1967-68 | Pt | G  | V  | N  | P  | GF | GS | DR  |
|  | --- | ------------------------- | -- | -- | -- | -- | -- | -- | -- | --- |
|  | 1.  | Bastia                    | 50 | 34 | 21 | 8  | 5  | 53 | 21 | +32 |
|  | 2.  | Nîmes                     | 44 | 34 | 16 | 12 | 6  | 52 | 24 | +28 |
|  | 3.  | Stade Reims               | 43 | 34 | 12 | 7  | 9  | 69 | 27 | +42 |
|  | 4.  | Olympique Avignone        | 43 | 34 | 19 | 5  | 10 | 69 | 48 | +21 |
|  | 5.  | Tolone                    | 41 | 34 | 16 | 9  | 9  | 47 | 40 | +7  |
|  | 6.  | Grenoble                  | 40 | 34 | 17 | 6  | 11 | 53 | 41 | +12 |
|  | 7.  | Bataillon Joinville       | 37 | 34 | 15 | 7  | 12 | 50 | 43 | +7  |
|  | 8.  | Lorient                   | 37 | 34 | 12 | 13 | 8  | 38 | 31 | +7  |
|  | 9.  | Angoulême                 | 38 | 34 | 15 | 8  | 11 | 44 | 34 | +10 |
|  | 10. | Nancy                     | 36 | 34 | 14 | 8  | 12 | 41 | 38 | +3  |
|  | 11. | Dunkerque                 | 30 | 34 | 9  | 12 | 13 | 39 | 39 | 0   |
|  | 12. | Chaumont                  | 30 | 34 | 11 | 8  | 15 | 55 | 63 | -8  |
|  | 13. | Béziers                   | 28 | 34 | 10 | 8  | 16 | 35 | 43 | -8  |
|  | 14. | Limoges                   | 26 | 34 | 9  | 8  | 17 | 38 | 45 | -7  |
|  | 15. | Besançon                  | 26 | 34 | 8  | 10 | 16 | 30 | 57 | -27 |
|  | 16. | Montpellier               | 24 | 34 | 8  | 8  | 18 | 30 | 47 | -17 |
|  | 17. | Cannes                    | 21 | 34 | 5  | 11 | 18 | 29 | 64 | -35 |
|  | 18. | Boulogne                  | 18 | 34 | 6  | 6  | 22 | 32 | 68 | -36 |
|  | 19. | Stade Français            | 0  | 0  | 0  | 0  | 0  | 0  | 0  | 0   |

### Record
- Maggior numero di vittorie:  Bastia (21)
- Minor numero di sconfitte:  Bastia (5)
- Migliore attacco:  Stade Reims,  Olympique Avignone (69 goal fatti)
- Miglior difesa:  Bastia (21 reti subite)
- Miglior differenza reti:  Stade Reims (+42)
- Maggior numero di pareggi:  Lorient (13)
- Minor numero di pareggi:  Olympique Avignone (5)
- Maggior numero di sconfitte:  Boulogne (22)
- Minor numero di vittorie:  Cannes (5)
- Peggior attacco:  Cannes (29 reti segnate)
- Peggior difesa:  Boulogne (68 reti subite)
- Peggior differenza reti:  Boulogne (-36)

### Verdetti
- Bastia e  Nîmes promosse in Division 1 1968-1969
- Stade Français retrocesso d'ufficio in Championnat de France Amateurs

### Spareggi interdivisionali
|     | 1ª/4ª giornata   |     |
| 0-0 | Strasburgo-Nîmes | 3-0 |
| 2-2 | Lens-Stade Reims | 2-3 |

|     | 2ª/3ª giornata         |     |
| 2-1 | Strasburgo-Stade Reims | 0-2 |
| 0-1 | Lens-Nîmes             | 1-3 |